# Leonid Gawrilowitsch Ossipenko

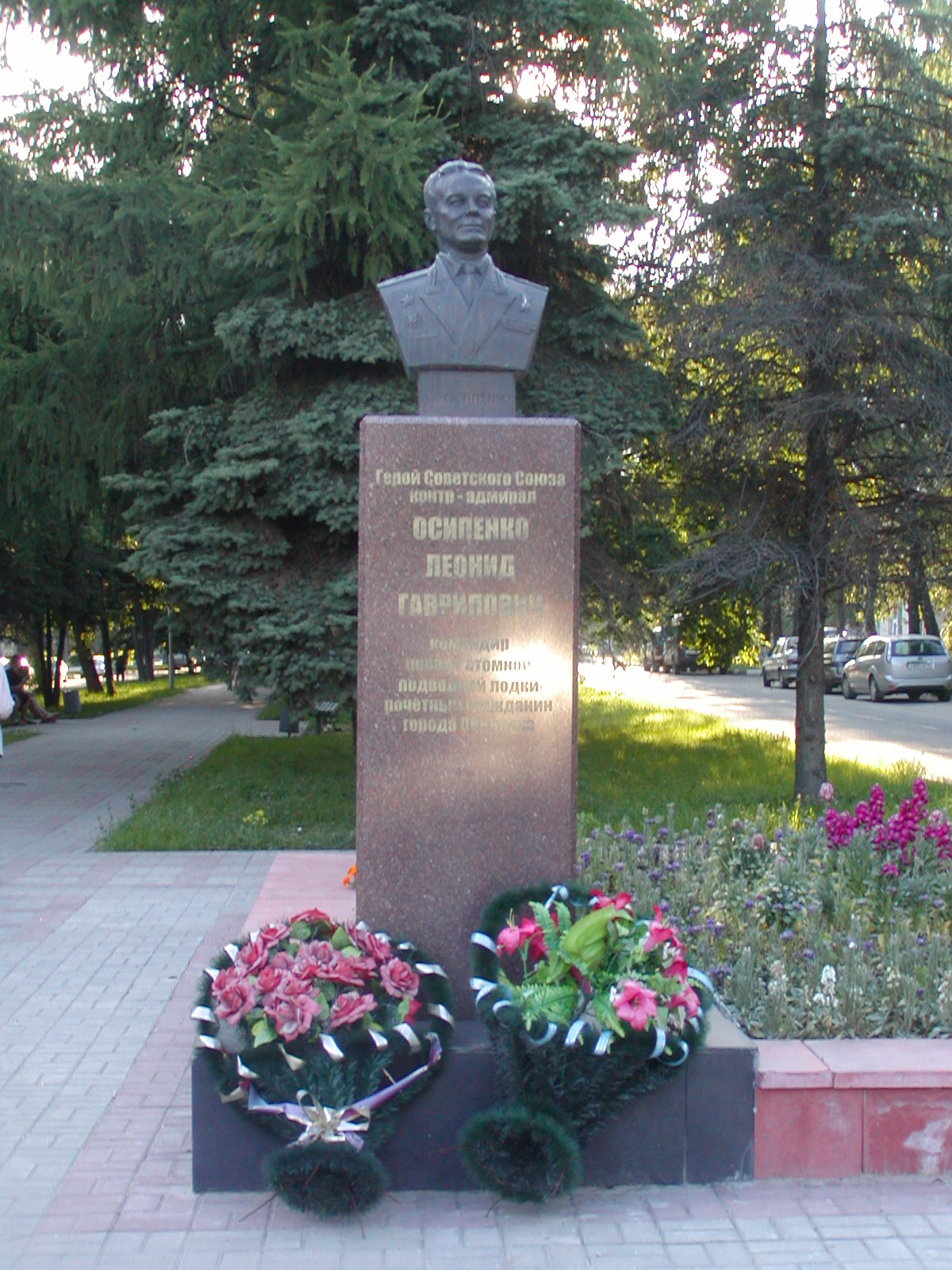
Büste von Leonid Ossipenko in Obninsk

Leonid Gawrilowitsch Ossipenko (russisch Леони́д Гаври́лович Осипе́нко; * 11. Mai 1920 in Krindachivka, Provinz Donezk, Ukrainische SSR; † 14. März 1997 in Obninsk, Russische Föderation) war ein sowjetischer Konteradmiral und Teilnehmer am Zweiten Weltkrieg. Im Kalten Krieg war er Kommandant des ersten sowjetischen Atom-U-Bootes K-3 Leninski Komsomol.

## Leben
Im Dezember 1941 schloss er die Höhere Frunse-Marineschule ab, wurde danach zweiter Kommandant eines U-Bootes und nahm an der Kertsch-Feodossijaer Operation teil. Ab Februar 1942 diente er auf den Booten Щ-203 und Щ-202 der Schtscha-Klasse bei der Schwarzmeerflotte.
Als Kapitän 1. Ranges war er Kommandant des ersten sowjetischen Atom-U-Bootes K-3 Leninski Komsomol und wurde per Dekret des Präsidium des Obersten Sowjets am 23. Juli 1959 mit dem Leninorden und den Titel Held der Sowjetunion ausgezeichnet. Anschließend leitete der zum Konteradmiral beförderte Osipenko das Ausbildungszentrum für nukleare U-Boot-Besatzungen in Obninsk und ersetzte M. A. Sokolow, einen Veteranen des Großen Vaterländischen Krieges. Er leitete das Ausbildungszentrum genau 20 Jahre und wurde zum Ehrenbürger von Obninsk ernannt. 
Nach der Auflösung der Sowjetunion publizierte er gemeinsam mit den pensionierten Admirälen Nikolai Mormul und Lew Schilzow eine Geschichte der sowjetischen Atom-U-Bootflotte, die auch ausführliche Materialien über zu Sowjetzeiten verschwiegene Nuklearunfälle sowie die illegale Verklappung von Atommüll im Meer enthält. Das Buch erschien 1992 zunächst in französischer Übersetzung in Paris. Erst 1994 durfte die russische Ausgabe in Moskau herausgebracht werden.
Seine letzten Lebensjahre verbrachte Ossipenko krank und wurde dabei von seiner Frau Valentina Andrejewna unterstützt, mit welcher er seit 1973 zusammen lebte.